# 대림제지
주식회사 대림제지는 대한민국의 골판지용 원지 제조·판매 기업이다.

## 논란
대림제지는 최근 자사주를 매입하여 주가 안정과 주주가치 제고를 목적으로 했지만, 이에 대한 소액주주들의 반발이 나타나고 있으며, 특히 자사주 매입 후 소각이나 배당 확대를 요구하는 목소리가 커지고 있다.

## 투자
2017년 대림제지가 삼보판지로부터 동진판지 주식 60만주와 삼보판지 파주공장 골판지상자와 원단 사업을 127억원과 232억원에 인수하고, 대신 고려제지 주식 241만4천26주를 359억원에 양도하였다.